# Hatcliffe
Hatcliffe est une paroisse civile et un village du Lincolnshire, en Angleterre.